# علم اجتماع الإنترنت
يشير مصطلح علم اجتماع الإنترنت إلى تطبيق مبادئ النظرية والمنهج الاجتماعي على الإنترنت باعتباره مصدرًا للمعلومات والتواصل. فاهتم علماء الاجتماع بدراسة الآثار الاجتماعية الناتجة عن استخدام وسائل التكنولوجيا؛ الشبكات الاجتماعية الحديثة والمجتمعات الافتراضية ووسائل التفاعل التي أصبحت منتشرة، فضلًا عن المسائل المتعلقة بـ الجرائم الإلكترونية.

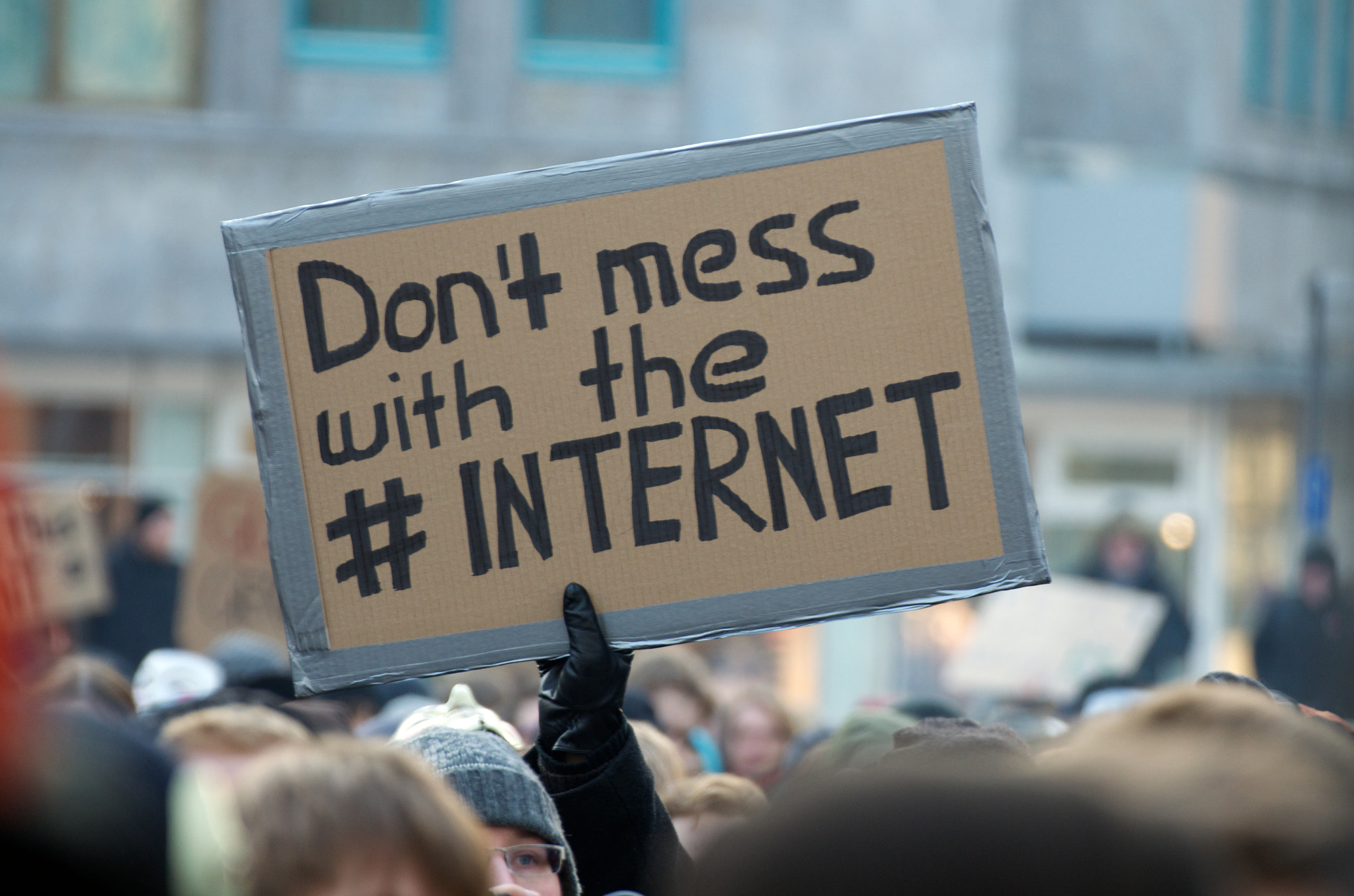
يعد الإنترنت—الوسيلة الأحدث في سلسلة اختراقات المعلومات الرئيسية—محل اهتمام علماء الاجتماع بالعديد من الوسائل: باعتباره أداة لعمل الأبحاث،

يعد الإنترنت—الوسيلة الأحدث في سلسلة اختراقات المعلومات الرئيسية—محل اهتمام علماء الاجتماع بالعديد من الوسائل: باعتباره أداة لعمل الأبحاث، على سبيل المثال من خلال استخدام الاستبيانات التي تتم عبر الإنترنت بدلًا من الاعتماد على الاستبيانات الورقية، وكمنصة للمناقشة، وكموضوع بحثي. ويهتم علم اجتماع الإنترنت في معناه الأكثر دقة بتحليل مجتمعات الإنترنت (على سبيل المثل، تلك المجتمعات التي تتواجد في شكل مجموعات إخبارية)، والمجتمعات الافتراضية والعوالم الافتراضية، والتغيرات المؤسسية المدفوعة من الإعلام الجديد مثل الإنترنت والتغير الاجتماعي بشكل عام كنتيجة للتحول من المجتمع الصناعي إلى المجتمع المعلوماتي (أو إلى مجتمع المعلومات). وفي إطار ذلك، يمكن دراسة مجتمعات الإنترنت إحصائيًا من خلال تحليل الشبكة وفي نفس الوقت، يتم ترجمة ذلك نوعيًا، على سبيل المثال بالاعتماد على دراسة الإيثنوغرافيا الافتراضية. يمكن كذلك دراسة التغير الاجتماعي من خلال التركيبات السكانية الإحصائية أو من خلال ترجمة الرسائل والرموز المتغيرة الواردة في الدراسات الإعلامية التي تتم عبر الإنترنت.

## نشأة هذا التخصص
يعد الإنترنت ظاهرة حديثة نسبيًا. وكتب روبرت دارنتون واصفًا هذه الظاهرة بأنها التغير الثوري الذي «حدث بالأمس، أو اليوم السابق، على حسب كيفية تقديرك له.» لقد تطور الإنترنت من شبكة أربانت، التي يرجع تاريخها إلى عام 1969؛ كمصطلح تمت صياغته في عام 1974. فكما نعلم تمت صياغة مصطلح الشبكة العنكبوتية العالمية في منتصف تسعينيات القرن العشرين، عندما أصبحت الواجهة الرسومية والخدمات مثل البريد الإلكتروني أكثر انتشارًا وأصبح الوصول إليها يتم على نطاق أوسع من قِبل الجماهير (غير العلمية وغير العسكرية) والتجارة. ولقد تم إطلاق متصفح إنترنت إكسبلورر في عام 1995، قبل عام واحد عام من إطلاق نتسكيب. أما جوجل فتأسس عام 1998. وتأسس موقع ويكيبديا عام 2001. وفي منتصف القرن الواحد والعشرين، تم إطلاق مواقع الفيس بوك وماي سبيس ويوتيوب. وما زال ويب 2.0 في طور الظهور. وبصورة ثابتة، تواصل كمية المعلومات المتوفرة على شبكات الإنترنت وعدد المستخدمين للإنترنت من جميع أنحاء العالم في التزايد على نحو سريع.

## الاتجاهات البحثية
وفقًا لما ذهب إليه ديماجيو وآخرون. (2001), تتجه الأبحاث إلى التركيز على الآثار الناتجة عن استخدام الإنترنت في خمسة مجالات:
1. التفاوت (المسائل المتعلقة بـ الفجوة الإلكترونية)
2. الجماعة المشتركة ورأس المال الاجتماعي (المسائل المتعلقة بـ إحلال الأشكال الأحدث محل الأقدم)
3. المشاركة السياسية (المسائل المتعلقة بـ المجال العام وديمقراطية الحوار والمجتمع المدني)
4. المنظمات والمؤسسات الاقتصادية الأخرى
5. المشاركة الثقافية والتنوع الثقافي

في وقت مبكر، كانت هناك بعض التنبؤات التي تشير بأن الإنترنت سيتسبب في تغير كل شيء (أو لا شيء)؛ بمرور الوقت، ومع ذلك يوجد إجماع أن الإنترنت، على الأقل في مرحلة التقدم الحالية، يعمل بمثابة مكمّل للوسائط المطبقة بالفعل بدلًا من استبدالها. وهذا يعني بالضرورة إعادة التفكير في أفكار تسعينيات القرن العشرين والقائمة على «دمج الوسائط الحديثة والقديمة». علاوةً على ذلك، يوفر الإنترنت فرصة نادرة لدراسة التغيرات التي تتسبب فيها - تكنولوجيا المعلومات والاتصالات (ICT) الناشئة حديثًا - والتي على الأرجح لا زالت في طريقها نحو التطور.

## الأثر الاجتماعي
أنشأت شبكة الإنترنت منتديات جديدة للتفاعل الاجتماعي ولإنشاء علاقات اجتماعية ومن بينها، مواقع الشبكة الاجتماعية الإلكترونية، مثل الفيس بوك وماي سبيس ومواقع meetup.com وكاوتش سيرفينج والتي تسهل إمكانية التواصل في حالة عدم الاتصال.
وبرغم أنه كان يُعتقد أن المجتمعات الافتراضية كانت تتألف من روابط اجتماعية افتراضية تمامًا، غير أن الباحثين غالبًا ما يكتشفون أن حتى تلك الروابط الاجتماعية التي تتكون في المساحات الافتراضية تظل باقية سواء أكنت متصلًا أم غير متصل 
هناك مناقشات مستمرة تتناول مدى تأثير الإنترنت على الروابط القوية والضعيفة، وسواء أكان الإنترنت يعمل على إنشاء رأس مال اجتماعي أكثر أو أقل، إلا أن دوره يتجه نحو تعزيز العزلة الاجتماعية، بغض النظر عما إذا كان يسهم في بناء بيئة اجتماعية أكثر أو أقل تنوعًا.
ويقال كثيرًا إن الإنترنت يمثل جبهة جديدة، كما توجد حجة دامغة مفادها أن التفاعل والتعاون والنزاع الاجتماعي الذي يحدث بين المستخدمين يشبه إلى حد كبير الغرب الأمريكي القديم الذي يتميز بالفوضوية والعنف الظاهر أوائل القرن التاسع عشر.

### التنظيم السياسي والرقابة
لقد حقق الإنترنت أهمية جديدة باعتباره أداةً سياسية. فقد اكتسبت حملة الانتخابات الرئاسية للمرشح هوارد دين عام 2004 في الولايات المتحدة شهرةً واسعة نظرًا لقدرتها على تحقيق تبرعات عبر الإنترنت، كذلك اكتسبت حملة باراك أوباما شهرة أكبر باعتمادها على الإنترنت أيضًا. وعلى نحو متزايد، تستخدم الحركات الاجتماعية وغيرها من المنظمات الإنترنت في القيام بـ أنشطة الإنترنت التقليدية والحديثة على حد سواء.
لقد أصبحت الحكومات كذلك متصلة بالإنترنت. وتستخدم بعض الدول أمثال كوبا، وإيران، وكوريا الشمالية، وميانمار، وجمهورية الصين الشعبية، والمملكة العربية السعودية برنامج ترشيح ورقابة وذلك لتقييد وصول بعض الأشخاص في بلادهم إلى الإنترنت. أما بالنسبة إلى المملكة المتحدة، فتستخدم كذلك البرامج لتحديد موقع العديد من الأشخاص الذين تعتقد أنهم يشكلون تهديدًا وتلقي القبض عليهم. علاوةً على ذلك، قامت دول أخرى، بما في ذلك الولايات المتحدة، بتفعيل القوانين التي تجرم امتلاك ونشر مواد معينة، مثل استغلال الأطفال إباحيًا، غير أنها في نفس الوقت لا تستخدم برامج الترشيح. وفي بعض الدول، اتفق مزودو خدمة الإنترنت على منع الوصول إلى المواقع التي أدرجتها الشرطة ضمن المواقع المحظورة.

### علم الاقتصاد
بينما تم تناول الكثير من المزايا الاقتصادية التي تتميز بها التجارة التي تتم عبر الإنترنت، توجد كذلك أدلة تثبت أن بعض الجوانب الموجود بالإنترنت كالخرائط وخدمات تحديد المواقع قد تسهم في تعزيز التفاوت الاقتصادي وتوسيع الفجوة الإلكترونية. فيمكن القول إن التجارة الإلكترونية قد تكون مسؤولة عن دمج وتراجع الأعمال التجارية الصغيرة، وأعمال الطوبة والمونة (مؤسسة التجارة التقليدية)، مما يؤدي إلى زيادات ملحوظة في تفاوت الدخول.

### حب الخير
أسهم انتشار الوصول إلى الإنترنت بتكلفة منخفضة في الدول النامية في فتح آفاق جديدة أمام المؤسسات الخيرية المباشرة، والتي تتيح للأفراد إمكانية الإسهام بمبالغ مالية صغيرة في المشاريع الخيرية لأفراد آخرين. والآن تتوفر حاليًا المواقع الإلكترونية مثل دونرز شوز وجلوبال جيفينج التي تتيح للمانحين على نطاق صغير فرصة توجيه الأموال إلى مشاريع فردية من اختيارهم.
وتتمثل الميزة الشائعة للأعمال الخيرية القائمة على الإنترنت في استخدام آلية إقراض النظراء لأغراض خيرية. وقد كانت مؤسسة كيفا رائدة هذا المفهوم عام 2005، حيث قامت بتوفير خدمة قائمة على الإنترنت تسمح بنشر بعض المعلومات المختصرة حول القرض الفردي بغرض الحصول على التمويل. فيتلخص دور كيفا في التكفل بجمع الأموال لصالح المؤسسات التمويلية الصغيرة الوسيطة المحلية؛ حيث تقوم بنشر المعلومات والتحديثات نيابةً عن الجهات المقترضة. فيمكن للمقرضين المساهمة بـ 25 دولارًا كحد أدنى في قروض من اختيارهم، واستعادة أموالهم مجددًا عند سداد المقرضين. ولا ترقى مؤسسة كيفا لاعتبارها مؤسسة خيرية وسيطة خالصة، من حيث إن القروض يتم صرفها قبل أن تقوم الجهات المقرضة بالتمويل كما أن الجهات المقترضة لا تتواصل مع الجهات المقرضة نفسها. ومع ذلك، أسهم الانتشار الأخير في إمكانية الوصول إلى الإنترنت بتكلفة زهيدة في البلدان النامية في جعل الاتصالات المباشرة الحقيقية ممكنة الحدوث على نحو متزايد. وفي عام 2009، بدأت مؤسسة زيديشا في تبني هذا الاتجاه وطرحت أول منصة للقروض الصغيرة المباشرة التي تعمل بمثابة جسر بين الجهات المقرضة والمقترضة عبر الحدود الوطنية دون الحاجة إلى الاعتماد على وسطاء محليين. وحيث إنها مستوحاة من المواقع الإلكترونية التفاعلية كمواقع الفيس بوك وإيباي، تسهّل منصة زيديشا للقروض الصغرى عملية التواصل المباشر بين الجهات المقرضة والمقترضة فضلًا عن تواجد نظام لتقييم الأداء بالنسبة للجهات المقترضة. كذلك، يمكن لمستخدمي الويب من جميع أنحاء العالم تمويل القروض بمبلغ دولار واحد كحد أدنى.

### وقت الفراغ
لقد أصبح الإنترنت مصدرًا رئيسيًا في قضاء وقت الفراغ حتى قبل بداية ظهور الشبكة العنكبوتية العالمية، نظرًا لما يتميز به من تواجد للتجارب الاجتماعية المسلية مثل الأبعاد متعددة المستخدمين (MUD) والبيئات متعددة المستخدمين كائنية التوجه (MOO) التي يتم تطبيقها على خوادم الجامعات، ومجموعات يوزنت التي تستقبل الجزء الأكبر من نسبة استخدام الشبكة الرئيسية. واليوم، أصبحت منتديات الإنترنت التي تزخر بأقسام مخصصة لممارسة الألعاب ومشاهدة مقاطع الفيديو المضحكة؛ وأفلام الكارتون القصيرة التي يتم عرضها في شكل أفلام فلاشية تحظى بشعبية كبيرة أيضًا. ويوجد ما يزيد عن 6 ملايين شخص يستخدمون المدونات ولوحات النقاش كوسيلة للاتصال ولتبادل الأفكار.
في نفس الوقت، حققت صناعات المواد الإباحية والقمار على حد سواء استفادة كاملة من خلال اعتمادها على الشبكة العنكبوتية العالمية، وغالبًا ما توفر للمواقع الإلكترونية الأخرى مصدرًا رئيسيًا من إيرادات الإعلانات. وعلى الرغم من المحاولات التي تقوم بها الحكومة لوضع رقابة على المواد الإباحية التي تُعرض على صفحات الإنترنت، لكن يذكر مزودو خدمة الإنترنت أن تلك الخطط غير ممكنة الحدوث. كما حاولت العديد من الحكومات وضع قيود على استخدام الإنترنت في كلتا الصناعتين، ولكن أثبتت تلك المساعي فشلها في إيقاف الشعبية الواسعة لتلك المجالات المنحرفة.
ويتمثل أحد المجالات التي يمكنك من خلالها قضاء وقت الفراغ على الإنترنت في الاستمتاع بممارسة ألعاب الفيديو الجماعية. فيعمل هذا الشكل من قضاء وقت الفراغ على خلق جماعات مشتركة، والتقريب بين الأشخاص من كافة الأعمار والأصول للاستمتاع ببيئة سريعة من ألعاب الفيديو متعددة اللاعبين. وتتراوح تلك الممارسات من لعبة تقمص الأدوار كثيفة اللاعبين على الإنترنت وحتى ألعاب تصويب منظور الشخص الأول، ومن ألعاب فيديو تقمص الأدوار إلى ممارسة القمار على الإنترنت. وقد أحدث ذلك ثورة في الطريقة التي يتفاعل بها الأشخاص مع بعضهم البعض وفي الطريقة التي يقضون بها أوقات فراغهم على الإنترنت.
وعلى الرغم من انتشار ألعاب الإنترنت منذ فترة سبعينيات القرن العشرين، غير أن وسائط ألعاب الإنترنت الحديثة قد بدأت في الظهور في ظل توفر الخدمات مثل جيم سباي وإمبلاير، والتي عادةً ما تتطلب اشتراك ممارسي الألعاب. أما لغير المشتركين، فيكون الأمر بالنسبة لهم مقتصرًا على أنواع معينة من ممارسة الألعاب أو ألعاب محددة.
يستخدم العديد من الأشخاص الإنترنت لأغراض الوصول إلى ملفات الموسيقى والأفلام والموضوعات الأخرى التي تكسبهم شعورًا بالمتعة والاسترخاء ومن ثَم تحميلها. وكما ناقشنا في الفقرات السابقة، توجد مصادر مدفوعة ومجانية للحصول على هذه الوسائط، باستخدام الخوادم المركزية وتقنيات الند للند الموزعة. وفي نفس الوقت، يلزم توخي الحذر عند نشر مثل هذه المواد؛ حيث تتميز بعض من هذه المصادر بمزيد من الرعاية حول حقوق الفنانين الأصلية وقوانين حقوق النشر والتأليف تفوق غيرها من المصادر.
كما يستخدم العديد من الأشخاص الشبكة العنكبوتية العالمية للوصول إلى الأخبار ولمعرفة أحوال الطقس وكذا لمطالعة التقارير الرياضية، حتى يتسنى لهم التخطيط للعطلات ولحجز موعدها، فضلًا عن اكتشاف المزيد حول أفكارهم العشوائية واهتماماتهم المتفرقة.
ويستخدم الأشخاص المحادثات، والمراسلة والبريد الإلكتروني للبقاء على اتصال بأصدقائهم من جميع أنحاء العالم، في بعض الأحيان باستخدام نفس الطريقة التي كانوا يتواصلون من خلالها مع أصدقائهم بالمراسلة. كذلك، تتيح مواقع الشبكات الاجتماعية مثل ماي سبيس، وفيس بوك وغيرها العديد من المواقع المماثلة إمكانية بقاء الأشخاص على اتصال بأغراض تحقيق المتعة لأنفسهم.
شهد الإنترنت عددًا متزايدًا من تطبيقات أسطح مكتب الويب والتي يمكن للمستخدمين بواسطتها الوصول إلى ملفاتهم، ومجلداتهم، وإعداداتهم عبر الإنترنت.
لقد أصبح استخدام الإنترنت في مكان العمل لأغراض شخصية بمثابة استنزاف خطير لموارد الشركة؛ فوفقًا لدراسة أجرتها مؤسسة شبه الجزيرة لخدمات الأعمال (Peninsula Business Services)، ثبت أن متوسط الموظفين بالمملكة المتحدة يقضون 57 دقيقة يتصفحون خلالها الإنترنت أثناء فترة العمل.

## وصلات خارجية
- Sociology and the Internet (A short introduction, originally put-together for delegates to the ATSS 2000 Conference.)
- Peculiarities of Cyberspace - Building Blocks for an Internet Sociology (Articles the social structure and dynamic of internetcommunities. Presented by dr Albert Benschop, University of Amsterdam.)
- Communication and Information Technologies Section of the American Sociological Association
- The Impact of the Internet on Sociology: The Importance of the Communication and Information Technologies Section of the American Sociological Association
- Sociology and the Internet نسخة محفوظة 13 أبريل 2009 على موقع واي باك مشين. (course)
- Sociology of the Internet (link collection)
- Internet sociologist
- The Sociology of the Internet نسخة محفوظة 3 مارس 2016 على موقع واي باك مشين.